# Prasinocyma perscripta
Prasinocyma perscripta är en fjärilsart som beskrevs av Louis Beethoven Prout 1916. Prasinocyma perscripta ingår i släktet Prasinocyma och familjen mätare. Inga underarter finns listade i Catalogue of Life.